# Захаржевская башня
Захаржевская башня (укр. Захаржевська башта; другое название Башня на броде, укр. Башта на броді) — находится в «Старом городе» Каменца-Подольского. Расположена на крутом склоне правого берега Смотрича между Городскими и Польскими воротами.
Захаржевской башня названа на плане города 1773 года, в описании города 1700 года — Турецкой. Не зафиксированное документами название — Башня на броде — появилось в справке Евгении Пламеницкой в 1977 году, однако именно это название стало популярным. По мнению Николая Петрова башню, скорее всего, возвели из камня в XVI—XVII веках, в XVIII веке реконструировали. Евгения Пламеницкая датирует возведение башни XV веком.

## История
Башня является частью северо-западных городских укреплений. Она находится на скальном уступе каньона на высоте 13 м от уровня берега. Отстоит от Польских ворот на расстояние 300 м. Башня была дозорной и охраняла дорогу под скалой и брод через реку.
Первое письменное упоминание башни относится к 1613 году. Самое раннее изображение башни можно увидеть на плане Киприана Томашевича, созданном в 1672—1673 гг.
Башня достраивалась в XVI веке. В конце XVII века крыша и верхняя часть стен башни были разрушены. В XVIII веке второй ярус башни потерял своё военное значение, поэтому его бойницы заложили, сделали ремонт верха стен, а вместо крыши сделали плоское перекрытие, которое засыпали землёй. В начале XIX века башню засыпали и построили над ней беседку. В 1962 году провели консервацию башни. В 1966 году, грунтовые воды подмыли скальное основание башни, в результате чего обвалилась часть скалы и фрагмент стены. Проект восстановления башни начали разрабатывать в 1970-х годах, в 1977 году проект был утверждён. В 1983—1987 годах по проекту Евгении Пламеницкой башню восстановили в её первоначальном виде. Во время празднования дня Каменца в 2003 году сгорела крыша башни, её восстановили в течение месяца-двух.

## Особенности архитектуры
Башня сложена из камня, имеет два яруса, в плане имеет форму круга диаметром 9-10 м. Толщина стен — 1,3 м внизу и 0,7 м на уровне второго яруса со стороны склона. Первый ярус башни примыкает к скале. Вход в башню находится на уровне второго яруса в восточной стене. Сохранённые бойницы имеют арочные перемычки. Полом башни служит скала. Ярусы соединены приставными лестницами.